# Epimedium rhizomatosum
Epimedium rhizomatosum är en berberisväxtart som beskrevs av William Thomas Stearn. Epimedium rhizomatosum ingår i släktet sockblommor, och familjen berberisväxter. Inga underarter finns listade i Catalogue of Life.